# Kemmel
Kemmel is een dorp in de Belgische provincie West-Vlaanderen en een deelgemeente van Heuvelland, het was een zelfstandige gemeente tot aan de gemeentelijke herindeling van 1977. In deelgemeente Kemmel bevinden zich het gemeentehuis en de gemeentelijke administratie van de fusiegemeente, net als het politiekantoor en het postkantoor. Kemmel staat in de lijst van de 50 mooiste dorpen van Vlaanderen.

## Geschiedenis
Het grondgebied van Kemmel was al bewoond tijdens het neolithicum. Ook uit de vroege ijzertijd en uit de La Tène-periode zijn overblijfselen aangetroffen. Op de Kemmelberg lag een belangrijke nederzetting, waarvan de omgrachting 350 bij 90 meter mat. Ook tijdens de Romeinse tijd was het gebied bewoond.
Kemmel werd voor het eerst schriftelijk vermeld in 916, als Kemlis, naar het Latijn: culmen (top). In de 9e eeuw was er al een kerk. In de 15e en 16e eeuw bloeide de lakennijverheid. In de 2e helft van de 16e eeuw vonden de godsdiensttwisten plaats, waarbij de kerk verwoest werd.
In 1622 werd aan de voet van de Kemmelberg, nabij de Nieuwstraat, een kasteel gebouwd, dat echter tijdens de Eerste Wereldoorlog werd verwoest. In 1925 werd het neorenaissancekasteel De Warande gebouwd.
Tijdens de Eerste Wereldoorlog werd het dorp zwaar beschadigd. De Kemmelberg, die op 1,5 km zuidwest van het dorp ligt was een strategisch punt en werd door de strijdende partijen zwaar bevochten, vooral op 25 april 1918, toen de Duitsers een laatste offensief bewerkstelligden. Naast de tientallen begraafplaatsen herinneren een aantal gedenktekens aan de dramatische gevechten op die datum.

## Demografische ontwikkeling
- Bronnen:NIS, Opm:1831 tot en met 1970=volkstellingen; 1976 = inwoneraantal op 31 december

## Economie
Hoewel Kemmel een landbouwdorp is, is ook het toerisme een belangrijke bron van bestaan. Dit ontwikkelde zich vanaf het laatste kwart van de 19e eeuw met buitenverblijven van inwoners van  Noord-Frankrijk en attracties op de top van de Kemmelberg, zoals een houten uitkijktoren en een berenkooi (1880). Bij de kerk in het dorp werd een doolhof geëxploiteerd (1890). In 1920 werd de houten uitkijktoren vervangen door een stenen Belvedère. Na de Eerste Wereldoorlog kwam ook het oorlogstoerisme in zwang. Er ontstonden hotels, restaurants, campings en dergelijke. De Lourdesgrot in het park van het voormalige kasteel trok bovendien bedevaartgangers aan.

## Bezienswaardigheden
- De Kemmelberg is een heuvel van 154 m hoog, het hoogste punt in de provincie.
- De Sint-Laurentiuskerk
- De beschermde Dries
- Kasteel De Warande met Warandepark
- Kemmel telt verschillende militaire begraafplaatsen uit de Eerste Wereldoorlog:
  - Godezonne Farm Cemetery
  - Irish House Cemetery
  - Kemmel Chateau Military Cemetery
  - Kemmel Churchyard
  - Kemmel No.1 French Cemetery
  - Klein-Vierstraat British Cemetery
  - La Laiterie Military Cemetery
  - Lindenhoek Chalet Military Cemetery
  - Suffolk Cemetery
- Op de grens met Loker ligt op de flank van de Kemmelberg het Ossuaire Kemmelberg, een Franse militair ossuarium uit de Eerste Wereldoorlog
- Diep onder de Kemmelberg werd net na de Tweede Wereldoorlog in het grootste geheim de zogenaamde Commandobunker van Kemmel gegraven. De uitgraving van de Kemmelberg en de installatie van een ondergrondse commandobunker kaderde in het reorganisatieplan van het Belgisch Leger na de Tweede Wereldoorlog. In het kader van de Eerste Wereldoorlog zijn ook vier oude bunkers op de Lettenberg uitgegraven en gereconstrueerd. Deze gaven tijdens de Eerste Wereldoorlog toegang tot ondergrondse hoofdkwartieren van de Britten.
- In Kemmel bevindt zich het bezoekerscentrum "De Bergen", met een tentoonstelling over de geschiedenis van het Heuvelland.

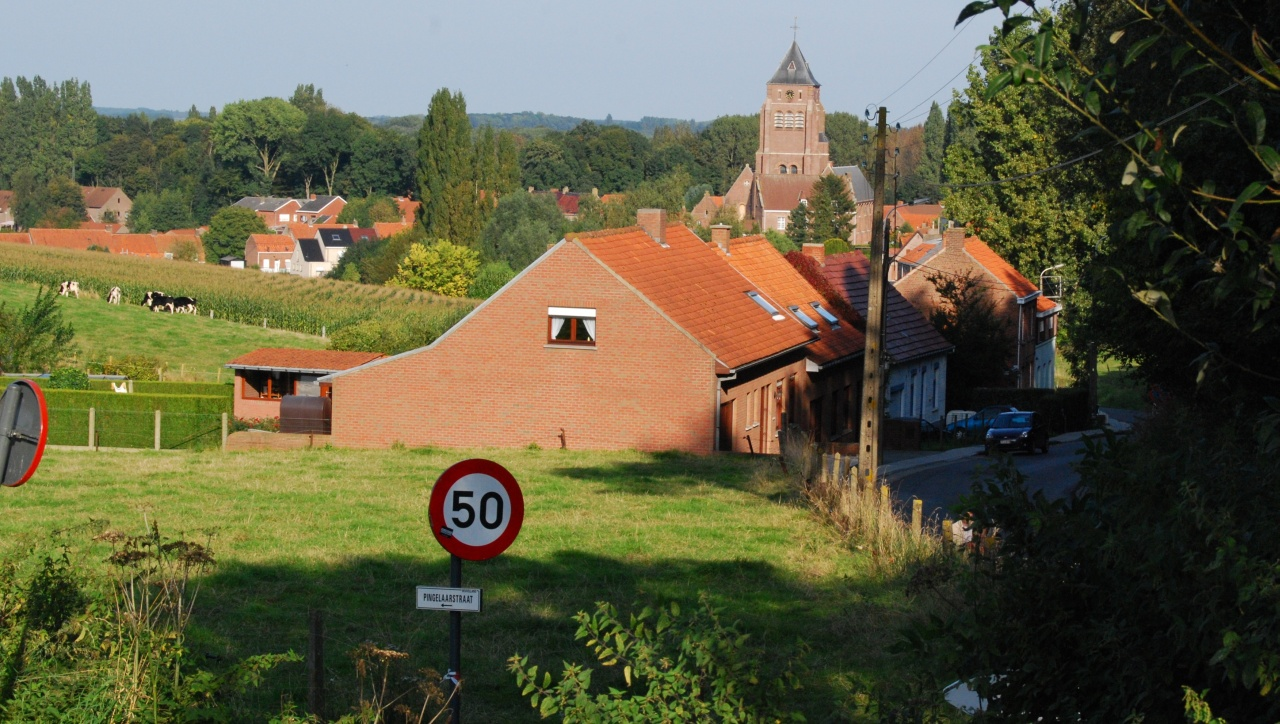
Blik op het dorp Kemmel (2008)
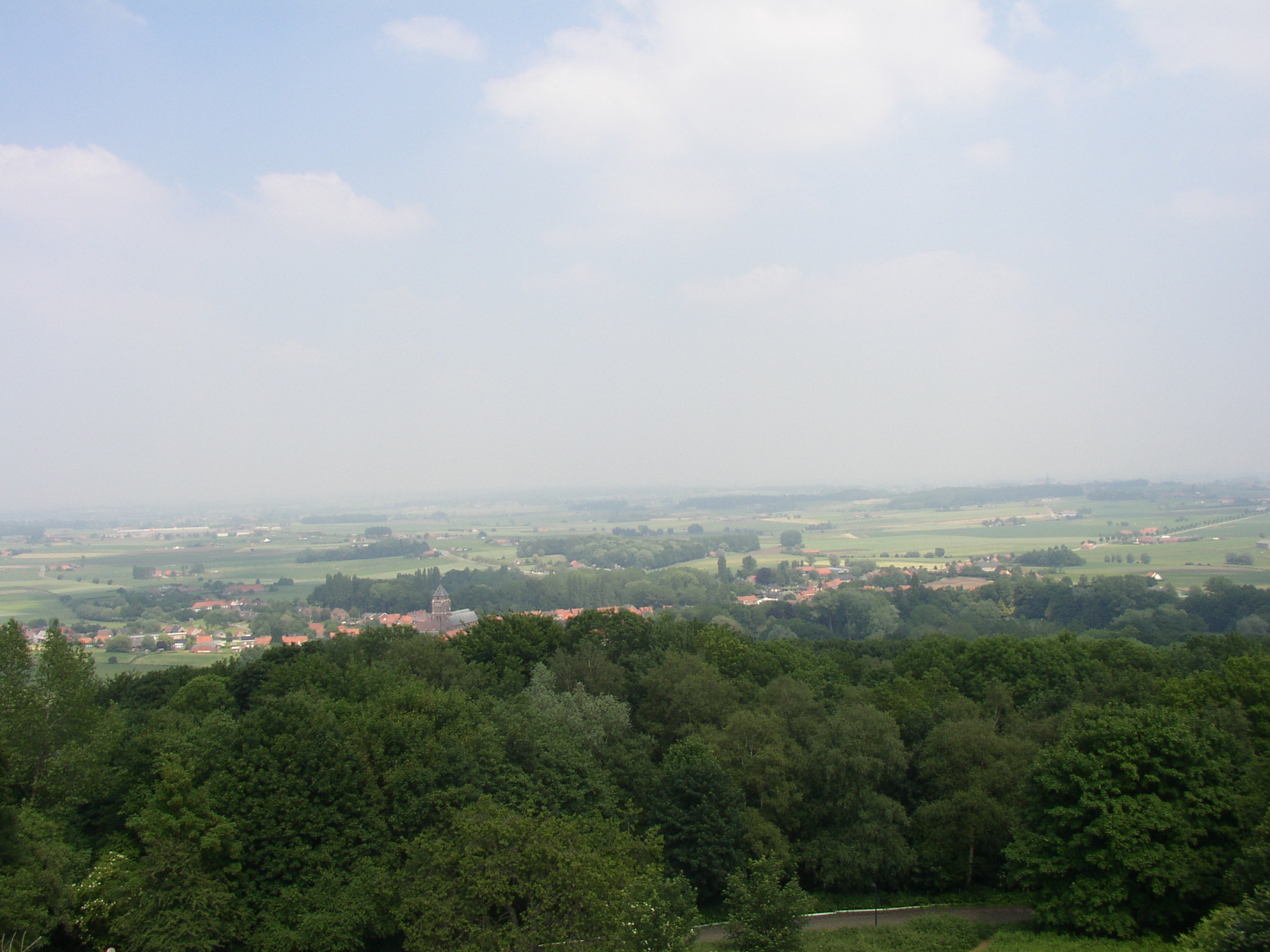
Kemmel en omgeving
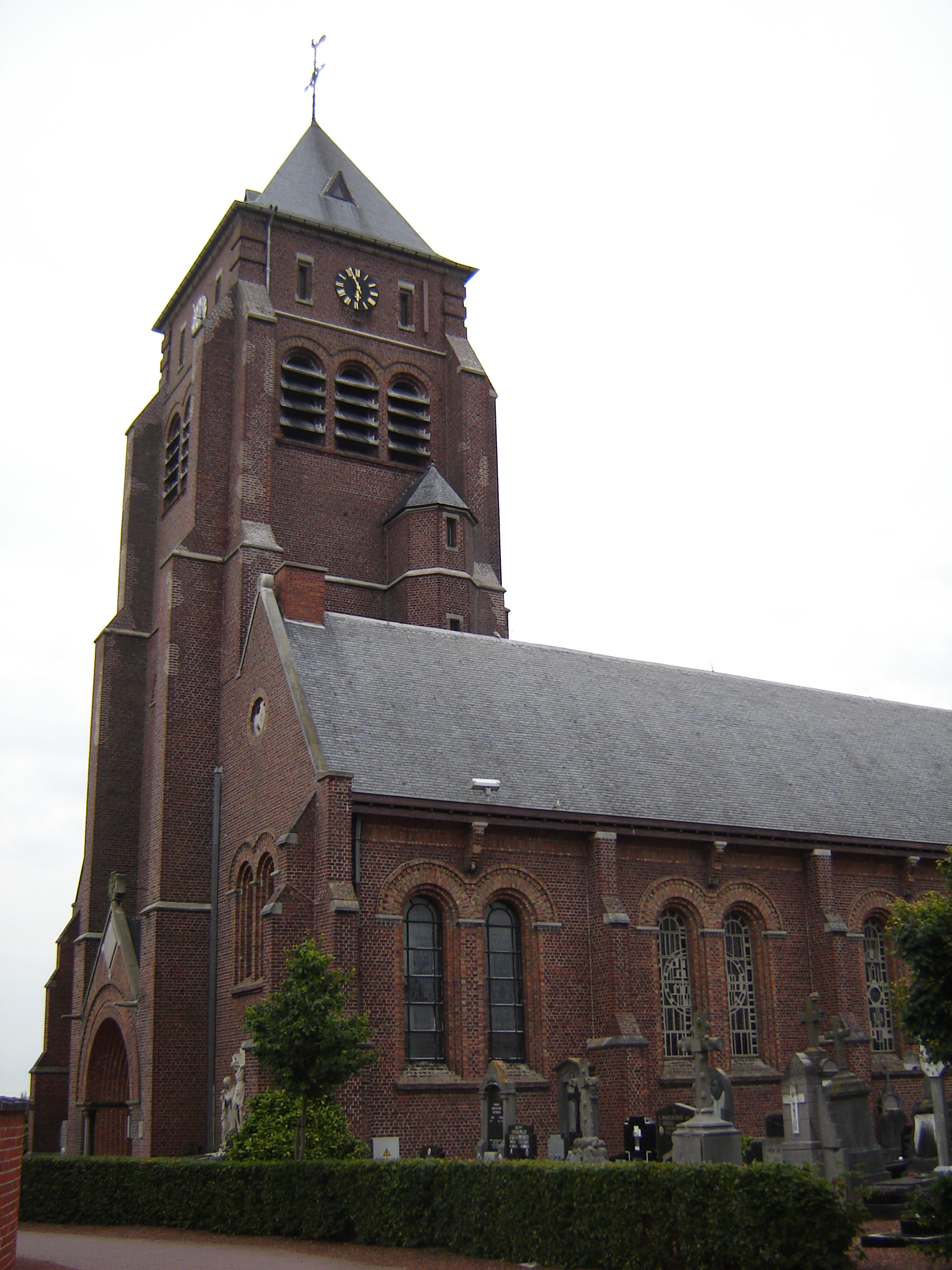
Sint-Laurentiuskerk
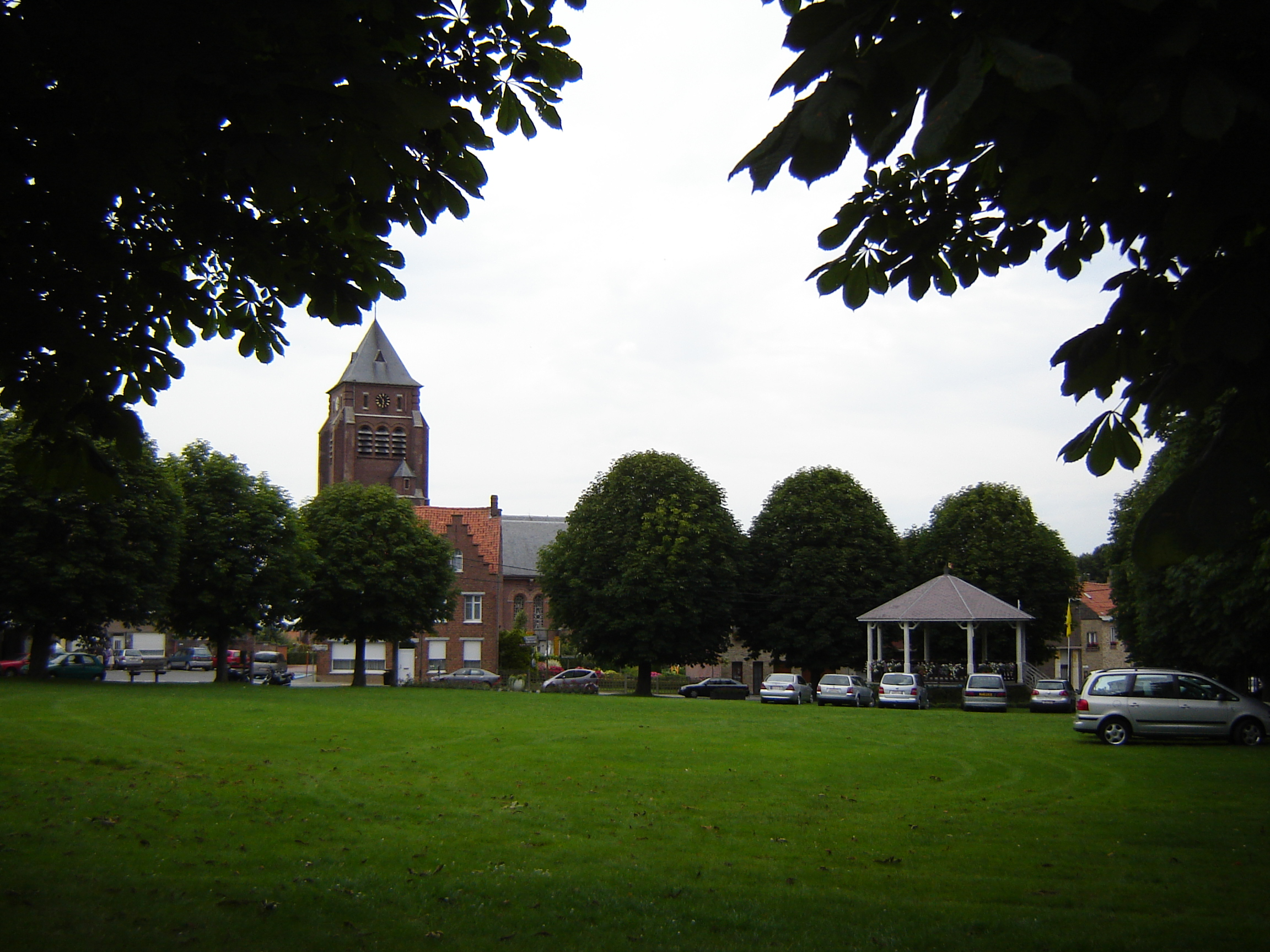
Dorpscentrum van Kemmel, met dries en kerk

## Natuur en landschap
Kemmel ligt in Zandlemig Vlaanderen en in het West-Vlaams Heuvelland aan de voet van de Kemmelberg waarvan de top met 154 de hoogste top is van de West-Vlaamse heuvels. Het laagste punt is 27,5 meter, nabij de Dikkebusvijver, waarin de Kleine Kemmelbeek uitmondt. Parken in Kemmel zijn het park van het voormalige kasteel en het Warandepark, het domein van het Kasteel De Warande, aan de voet van de Kemmelberg.

## Evenementen
- De Zoetemarkt is een evenement dat elk jaar plaatsvindt op pinkstermaandag. Dan komen alle bakkers en verkopers van zoetigheden naar de Dries om er hun waar aan te prijzen.
- De eerste zondag van september vindt in Kemmel een grote rommel- en antiekmarkt plaats met zo'n 1.000 standhouders.
- Eind maart is de Kemmelberg de scherprechter in de wielerwedstrijd Gent-Wevelgem.
- Eind juni passeert de Ypres Rally
- Op Paasmaandag vindt de Kemmelbergwandeling plaats.
- Begin januari is er de VTT toertocht vanuit Kemmel.
- 15 augustus zijn er Wijnfeesten in het Warandepark.

## Nabijgelegen kernen
De Klijte, Dranouter, Nieuwkerke, Wulvergem, Wijtschate, Voormezele